# José Antonio López Hidalgo
José Antonio López Hidalgo (Bilbao, 1960) es un poeta y novelista español.

## Biografía
Nacido en el barrio de Rekalde, en Bilbao, José Antonio López Hidalgo estudió Filología Hispánica en la Universidad de Deusto. Tras acabar sus estudios se fue de cooperante 2 años a Malabo, en la isla de Bioko de Guinea Ecuatorial. Entre sus colaboraciones se incluye la participación en la revista de cultura "África 2000" del Centro Cultural Hispano-Guineano.
Esa experiencia le marcó y gran parte de su producción literaria se centra en la temática del colonialismo y, más concretamente, del colonialismo español en Guinea Ecuatorial.
Más tarde se instala en la isla de La Palma, en Canarias, donde ejerció durante años de profesor de lengua en el IES Cándido Marante Expósito de San Andrés y Sauces.
Actualmente trabaja en IES Dr. Sancho Ortiz de Matienzo, Villasana de Mena, Valle de Mena, Burgos.

## Obra
La mayor parte de su obra literaria se compone de novelas relacionadas con Guinea Ecuatorial. Con esta temática, López Hidalgo escribió su primera novela, titulada La casa de la palabra, además de El punto se desborda, galardonada con el Premio Juan Rulfo 2006 de novela corta, y El río de una sola orilla. Asimismo, también escribió De la casa del padre, obra que profundiza en la sociedad vasca de la mitad del siglo XX en adelante y que ganó el Premio Internacional de Narrativa Javier Tomeo y La luna en el agua, ambientada en la Guerra Civil. También ha cosechado premios en narrativa breve, como los premios de relatos Villa Santurtzi, Ciudad de San Sebastián, Valle de Benasque y Castilla y León.
Además de su obra de ficción, José Antonio López Hidalgo ha escrito una guía subjetiva, En el lugar de la desolación y un ensayo rural titulado Entre el Ebro y el Rudrón.

### Narrativa
- Al caer la tarde (1995)
- La casa de la palabra (1995)
- De la casa del padre (2005)
- El punto se desborda (2006)
- La luna en el agua (2011)
- El río de una sola orilla (2015)
- Comunero (2019)

### Poesía
- Poemas para sirena (1982)
- La noche inmóvil (1992)
- Demuéstrame que existes (1995)

### Otras publicaciones
- En el lugar de la desolación (2000)
- Entre el Ebro y el Rudrón (2002)